# Christensenia
Christensenia  é um género de pteridófitos pertencente à família Marattiaceae que agrupa duas espécies validamente descrita.

## Taxonomia
O género foi descrito por William Ralph Maxon e publicado em Proceedings of the Biological Society of Washington 18(50): 239. 1905, tendo como espécie tipo Christensenia aesculifolia (Blume) Maxon.
O género Christensenia inclui as seguintes espécies:
- Christensenia aesculifolia (Blume) Maxon
- Christensenia assamica (Griff.) Ching